# Eintagsfliege
Eintagsfliege bezeichnet umgangssprachlich meist eine kurzlebige Angelegenheit (ein Thema, eine Sache) von lediglich vorübergehender Bedeutung. In den Medien wird damit das Phänomen der Kurzlebigkeit von Stars oder von Themen und prominenten Personen in der aktuellen Berichterstattung beschrieben. Insbesondere als Terminus in der argumentativen Auseinandersetzung werden Themen oder Prominente von Eintagsfliegen abgegrenzt, was gelegentlich auch auf unbekannte Personen angewandt wird, beispielsweise um den Werdegang oder die Ausbildung eines Menschen nicht als Eintagsfliege zu begreifen.
Insbesondere in der Musik werden damit Künstler oder Bands (oder im übertragenen Sinn deren Titel) bezeichnet, die lediglich einen Song mit herausragenden Erfolg vorweisen können. Die Abgrenzung zu Künstlern mit einem langlebigeren Erfolg ist nicht unumstritten. Auch in der Literatur, in der aktuellen Berichterstattung und weiteren Bereichen werden kurzlebige Themen gelegentlich so bezeichnet.
Sinnverwandt ist der Begriff Seifenblase, der vor allem in der aktuellen Berichterstattung als Synonym verwendet wird.

## Musik
In Deutschland wird der englischsprachige Begriff One-Hit-Wonder, obwohl er relativ genau dem deutschen Begriff der „Eintagsfliege“ entspricht, überwiegend in der englisch dominierten Rock- und Popmusik und des internationalen Schlagers verwendet.

### Popmusik
Für die Bezeichnung als Eintagsfliege gibt es keine feste Begriffsdefinition. Die Neue Deutsche Welle (vgl. auch Interpretenliste) hat zahlreiche Künstler hervorgebracht, die mehr oder weniger diesem Attribut zugeordnet werden können. Relativ eindeutig ist die Zuordnung bei Die Doraus & die Marinas mit Fred vom Jupiter, Tüff 86 (Blaulicht Tütata) ohne bekannte Chartplatzierung und international mit Bell, Book & Candle (Rescue Me), Lou Bega (Mambo No. 5) oder Taco (Puttin’ on the Ritz). Auch im Genre der Sommerhits sind häufig Eintagsfliegen vertreten, wie z. B. Los Del Rio (Macarena) oder Las Ketchup (The Ketchup Song).
Ein weiteres Medienphänomen ist der kurzfristige Hype um die Akteure der zahlreichen Castingshows wie beispielsweise Deutschland sucht den Superstar. Auch hier ist das Urteil „Eintagsfliege“ für die meisten der Gewinner seitens der Presse eindeutig.

### „Signature Song“
Auch Geier Sturzflug (Bruttosozialprodukt, D/AT/CH Platz 1) wird als Eintagsfliege bezeichnet, obwohl zumindest in Österreich auch Besuchen Sie Europa (Platz 7) erfolgreich war. Für derartige Titel gibt es im Englischen den Begriff „Signature Song“ (berühmtestes Lied eines Sängers oder einer Band), um diesen herausragenden und mithin „identitätsprägenden Titel“ (so die sinngemäße Übertragung ins Deutsche) vom „One-Hit-Wonder“, der Eintagsfliege, abzugrenzen. DÖF hatte in Deutschland mit Codo … düse im Sauseschritt ebenfalls nur einen herausragenden Erfolg (D/AT/NL/BE Platz 1, Schweiz Platz 4), obwohl in Österreich auch Taxi noch Platz 2 erreichte. Trotzdem äußert selbst Prokopetz, es sei ihm immer klar gewesen, dass ein Titel wie Codo eine Eintagsfliege bleibe.

### Volkstümliche Musik
Im Bereich der volkstümlichen Musik, in der meist weit weniger erfolgreiche Chartplatzierungen erreicht werden und wo der Bekanntheitsgrad oft auf das Sprachgebiet der Interpreten beschränkt bleibt, ist das Gefühl offenbar weit verbreitet, der Tendenz zur Eintagsfliege entgegenwirken zu müssen (siehe unten). So legen beispielsweise die Göstrataler Musikanten Wert auf die Feststellung, für eine Eintagsfliege sei ihnen ihre Musik zu schade. Auch Die Dorfrocker setzen sich in einem Interview mit der als Problem beschriebenen Herausforderung auseinander, wie man die Entwicklung zur Eintagsfliege verhindern kann.

### Klassische Musik
Viele klassische Komponisten sind, obwohl sie eine Vielzahl von Werken veröffentlicht haben, beim Publikum nur durch ein einziges Musikstück bekannt. Einige dieser Werke wurden in neuerer Zeit durch die Werbung populär (z. B. der Radetzky-Marsch von Johann Strauss (Vater) in der Bonduelle-Werbung der 80er Jahre) oder durch Filme und TV-Shows. Weitere Beispiele sind Kanon und Gigue in D-Dur von Johann Pachelbel, der Säbeltanz von Aram Chatschaturjan oder Das Gebet einer Jungfrau von Tekla Bądarzewska.